# Santo Niño (Cagayan)
Santo Niño is een gemeente in de Filipijnse provincie Cagayan op het eiland Luzon. Bij de laatste census in 2007 had de gemeente bijna 26 duizend inwoners.

## Geografie

### Bestuurlijke indeling
Santo Niño is onderverdeeld in de volgende 31 barangays:
| - Abariongan Ruar - Abariongan Uneg - Balagan - Balanni - Cabayo - Calapangan - Calassitan - Campo - Centro Norte - Centro Sur - Dungao | - Lattac - Lipatan - Lubo - Mabitbitnong - Mapitac - Masical - Matalao - Nag-uma - Namuccayan - Niug Norte | - Niug Sur - Palusao - San Manuel - San Roque - Santa Felicitas - Santa Maria - Sidiran - Tabang - Tamucco - Virginia |

## Demografie
Santo Niño had bij de census van 2007 een inwoneraantal van 25.688 mensen. Dit zijn 2.936 mensen (12,9%) meer dan bij de vorige census van 2000. De gemiddelde jaarlijkse groei komt daarmee uit op 1,69%, hetgeen lager is dan het landelijk jaarlijks gemiddelde over deze periode (2,04%). Vergeleken met de census van 1995 is het aantal mensen met 4.537 (21,5%) toegenomen.

De bevolkingsdichtheid van Santo Niño was ten tijde van de laatste census, met 25.688 inwoners op 512,9 km², 41,2 mensen per km².